# Dietmar Nickel
Dietmar Gerd Nickel ist ein deutscher Jurist.

## Werdegang
Nickel studierte Rechtswissenschaften in Hamburg und Lausanne. Nach dem ersten juristischen Staatsexamen 1973 arbeitete er Wissenschaftlicher Mitarbeiter an der Rechtswissenschaftlichen Fakultät der Universität Hamburg. 1976 legte er das zweite juristische Staatsexamen ab. Danach war er Dozent an der Fakultät für Recht des Europäischen Hochschulinstituts in Florenz. 1978 promovierte er in Hamburg zum Dr. jur.
Von 1978 bis zum Eintritt in den Ruhestand 2010 war er Verwaltungsbeamter beim Europäischen Parlament. Er bekleidete verschiedene Positionen: er war stellvertretender Generalsekretär der Sozialistischen Fraktion im Europäischen Parlament. Von 1999 bis 2003 war er Generaldirektor für Komitees und Delegationen und von 2004 bis 2010 Generaldirektor für externe Politikbereiche der Europäischen Union.
Seit Ende Februar 2011 ist er Non-resident Senior Fellow in der Forschungsgruppe Außenpolitik der Stiftung Wissenschaft und Politik. Er ist Verfasser zahlreicher Schriften zu institutionellen Fragen.

## Ehrungen
- 2012: Verdienstkreuz 1. Klasse der Bundesrepublik Deutschland